# ليفربول موسم 2000–01
كان موسم 2000–01 هو الموسم الـ109 لنادي ليفربول لكرة القدم والموسم التاسع والثلاثين على التوالي في الدوري الإنجليزي الممتاز. أثبت هذا الموسم نجاحًا كبيرًا بالنسبة لليفربول، حيث فازوا بكأس الرابطة وكأس الاتحاد الأوروبي وكأس الاتحاد الإنجليزي تحت قيادة جيرار هولييه، بعد أن احتلوا المركز الثالث في الدوري. 